# CD16
CD16 (англ. Low affinity immunoglobulin gamma Fc region receptor III; FcγRIII; CD16) — мембранный белок суперсемейства иммуноглобулинов, низкоаффинный рецептор для Fc-фрагмента иммуноглобулинов G (IgG). Экспрессирован на поверхности естественных киллеров, нейтрофилов, моноцитов, макрофагов и определённых T-лимфоцитов. Существуют две формы CD16: FcγRIIIa (CD16a) и FcγRIIIb (CD16b), которые участвуют в переносе сигнала. Это наиболее изученный мембранный рецептор, играющий роль в антитело-зависимой клеточной цитотоксичности (ADCC).

## Функции
CD16 — тип III неонатального Fc-рецептора. У человека представлен двумя формами: FcγRIIIa (CD16a) и FcγRIIIb (CD16b), обладающими 96%-м сходством в их внеклеточных регионах, связывающих иммуноглобулин. FcγRIIIa экспрессирован на тучных клетках, макрофагах и естественных киллерах, в то время как FcγRIIIb экспрессировантолько на нейтрофилах. Кроме этого, FcγRIIIb — это единственный Fc-рецептор, заякоренный на мембране гликозилфосфатидилинозитолом (GPI) и играет важную роль в стимуляции мобилизации Ca2+ и дегрануляции нейтрофилов. Как FcγRIIIa, так и FcγRIIIb способны активировать дегрануляцию, фагоцитоз и окислительный взрыв, которые обеспечивают удаление опсонизированных патогенов нейтрофилами.

## Механизм и регуляция
Оба рецептора CD16 связывают Fc-фрагмент молекулы иммуноглобулина G, после чего стимулируют антитело-зависимую клеточную цитотоксичность естественных киллеров. CD16 также необходим для антитело-зависимой клеточной цитотоксичности моноцитов человека. У человека моноциты, экспрессирующие на поверхности CD16, способны к цитотоксичности в присутствии определённых антител и могут удалять клетки первичной лейкемии, раковые клетки и клетки, инфицированные вирусом гепатита B. Кроме этого, CD16 может опосредовать цитотоксичность некоторых поражённых вирусом клеток и без антител.
После связывания с лигандом CD16 на естественных киллерах индуцирует транскрипцию мембранных активных белков, таких как IL-2-R (CD25) и воспалительных цитокинов, таких как интерферон-гамма и ФНО. Индукция этих генов опосредуется фактором транскрипции NFATp, циклоспорин A (CsA)-чувствительным фактором, который регулирует транскрипцию различных цитокинов.

## Структура
Кристаллическая структура FcεRIα, FcγRIIa, FcγRIIb и FcγRIII определена и показывает консервативную иммуноглобулино-подобную структуру. Кроме этого, структуры этих рецепторов обладают общей для всех членов суперсемейства иммуноглобулинов особенностью: острым углом поворота между N- и C-концевыми иммуноглобулиновыми доменами. CD16 (FcγRIIIb) включает два иммуноглобулино-подобных домена с междоменным углом около 50°. Fc-связывающий участок рецептора несёт положительный заряд, комплиментарный отрицательному заряду на рецептор-связывающем участке Fc-фрагмента иммунолобулина.

## Клиническое значение
CD16 играет важную роль в ранней активации естественных киллеров сразу после вакцинации. Кроме этого, снижение уровня CD16 представляет собой способ снизить ответ естественных киллеров и поддерживать иммунный гомеостаз в T-лимфоцитах и в антитело-зависимых сигнальных путях. В норме у здорового человека перешивка CD16 (FcγRIII) иммунными комплексами индуцирует антитело-зависимую клеточную цитотоксичность у естественных киллеров. Однако этот путь может быть направлен и на раковые и повреждённые клетки организма при иммунотерапии. После вакцинации против вируса гриппа снижение CD16 связано со значительным подъёмом специфических антител против вируса и положительно коррелирует с дегрануляцией естественных киллеров.
Связывание лейкоцитарного CD38 с CD16 на эндотелиальных клетках обеспечивает прикрепление лейкоцитов к сосудистой стенке с дальнейшей миграцией последних через стенку сосуда.
CD16 часто используется для идентификации различных субпопуляций иммунных клеток человека. Несколько других белков, таких как CD11b и CD33, традиционно используются как маркёры миелоидных супрессорных клеток (МСК). Однако, поскольку эти маркёры также присутствуют на естественных киллерах и других клетках, происходящих из миелоцитов, необходимы дополнительные маркёры, такие как CD14 и CD15. Нейтрофилы являются CD14низкий и CD15высокий, а моноциты, наоборот, CD14высокий и CD15низкий. Однако, хотя этих двух маркёров достаточно, чтобы дифференцировать нейтрофилы и моноциты, у эозинофилов экспрессия CD15 похожа на таковую у нейтрофилов. Поэтому CD16 применяется для дальнейшей идентификации нейтрофилов: зрелые нейтрофилы имеют фенотип CD16высокий, тогда как эозинофилы и моноциты CD16низкий. Таким образом, CD16 позволяет различить эти два типа гранулоцитов. Кроме этого, экспрессия CD16 варьирует у нейтрофилов в зависимости от уровня развития: предшественники нейтрофилов определяются как CD16низкий с повышающимся уровнем CD16 у метамиелоциты и, затем, зрелых нейтрофилов.
CD16-положительные T-клетки обнаруживаются у больных с хронической вирусной инфекцией или после трансплантации органа, а также у больных с тяжёлой формой COVID-19. Более того, у больных с тяжёлой формой COVID-19, CD16-положительные T-клетки могут приводить к излишней цитотоксичности, вызывающей повреждение эндотелиальных клеток капилляров и вносить вклад в тяжесть заболевания.

## Мишень для лекарств
Поскольку CD16 представлен на нейтрофилах, белок может служить терапевтической мишенью в иммунотерапии злокачественных опухолей. Маргетуксимаб — моноклональное антитело с оптимизированным Fc-фрагментом, которое распознаёт рецептор HER2, часто присутствующий на злокачественных клетках рака груди, мочевого пузыря и других злокачественных новообразований, и связывается предпочтительно с CD16A.
Кроме этого, CD16 может играть роль мишени антител при иммунотерапия рака. Было показано, что FcγRIV, гомолог CD16A человека у мыши, участвует в процессе опосредованного антителами истощения регуляторных Т-клеток при антительной иммунотерапии. Биспецифические фрагменты, такие как анти-CD19/CD16, позволяют доставлять иммунотерапевтическое лекарство к раковым клеткам. Было показано, что они повышают ответ естественных киллеров на B-клетки лимфомы. Доставка таких факторов как FasL или TRAIL на опухолевые клетки активизирует рецепторы смерти, индуцирующие апоптоз клеток.